# Symmetric in Design
Symmetric in Design — перший повноформатний альбом шведського гурту Scar Symmetry, виданий у 2005 році лейблом Metal Blade Records. Матеріал було записано та опрацьовано на Black Lounge Studios у шведському місті Авеста. Альбом високо оцінили критики й назвали його «визначною першою спробою», також проводили певні паралелі з творчістю інших шведських гуртів, зокрема Soilwork.
Окрім європейського та американського релізів, 25 квітня 2005 року альбом побачив світ у Японії. Японська версія видання, окрім всього, відрізнялася ще й оформленням обкладинки.

## Список пісень
| #   | Назва                              | Тривалість |
| --- | ---------------------------------- | ---------- |
| 1.  | «Chaosweaver»                      | 3:40       |
| 2.  | «2012 - The Demise of the 5th Sun» | 3:51       |
| 3.  | «Dominion»                         | 3:26       |
| 4.  | «Underneath the Surface»           | 3:50       |
| 5.  | «Reborn»                           | 3:58       |
| 6.  | «Veil of Illusions»                | 5:06       |
| 7.  | «Obscure Alliance»                 | 3:42       |
| 8.  | «Hybrid Cult»                      | 5:00       |
| 9.  | «Orchestrate the Infinite»         | 4:07       |
| 10. | «Detach from the Outcome»          | 3:25       |
| 11. | «Seeds of Rebellion»               | 3:12       |
| 12. | «The Eleventh Sphere»              | 5:20       |

## Склад гурту
- Крістіан Ельвестам — вокал
- Юнас Челльгрен — гітара
- Пер Нільссон — гітара
- Кеннет Сеіл — бас-гітара
- Генрік Ульссон — ударні

## Історія релізів
| Країна            | Дата           |
| ----------------- | -------------- |
| Європейський Союз | 7 лютого 2005  |
| США               | 6 вересня 2005 |
| Японія            | 25 квітня 2005 |